# Lugar del Bulto de Xipe
Lugar del Bulto de Xipe es el nombre que los arqueólogos e historiadores han dado a un antiguo ñuu (ciudad-Estado) cuyo emplazamiento no ha sido identificado aún. A pesar de que no se sabe a ciencia cierta dónde se encontraba, Lugar del Bulto de Xipe jugó un papel importante en la historia de los mixtecos de la época prehispánica precolonial. Aparece en los códices mixtecos identificado con un bulto en el que se han identificado los atributos del dios mesoamericano de la fertilidad, llamado en náhuatl Xipe Tótec (Nuestro Señor, el Desollado).

## Hechos históricos
La historia conocida de Lugar del Bulto de Xipe comienza en el siglo XI de la era cristiana. Por aquella época, era un importante señorío en la Mixteca Alta. En 1038 el yya toniñe (señor) de Lugar del Bulto de Xipe, Once Viento-Jaguar Sangriento, contrajo matrimonio con la señora Seis Mono-Quexquémitl de Guerra, yya dzehe toniñe de Jaltepec. Con esta unión los dos señoríos quedaron unidos en una yuhuitayu. La importancia de esta unión radicaba en que no sólo incluía los importantes señoríos de Jaltepec y Lugar del Bulto de Xipe, sino también el derecho a la sucesión de Ñuu Tnoo Huahi Andehui (Tilantongo), que era el mayor de los estados mixtecos. Once Viento se encontraba en la línea directa para ocupar el trono de Tilantongo a la muerte de su dirigente, por eso Ocho Venado-Garra de Jaguar tenía interés en conquistar Bulto de Xipe. 
En el año 11 casa, Ocho Venado, siendo ya señor de Yucu Dzaa (Tututepec), atacó Lugar del Bulto de Xipe y derrotó a sus gobernantes. Para asegurarse el trono del lugar, Ocho Venado ordenó el sacrificio de los hijos de la pareja. Murieron todos los miembros del linaje excepto Cuatro Viento, que tenía diez años al momento de la conquista de Lugar de Bulto de Xipe. Años después, Cuatro Viento asesinó a Ocho Venado.